# Iranocichla persa
Iranocichla persa ist eine Fischart aus der Familie der Buntbarsche (Cichlidae). Sie ist neben Iranocichla hormuzensis die zweite im Iran vorkommenden Buntbarschart, wurde erst im November 2016 beschrieben und kommt im Shur, im Hasanlangi und im Minab vor, drei Flüsse, die nordöstlich der Insel Qeschm in die Straße von Hormus münden.

## Merkmale
Iranocichla persa hat die typische, bullige Buntbarschgestalt der Oreochromini. Die für die Erstbeschreibung untersuchten Männchen hatten Standardlängen von 6,6 bis 10,2 cm, die Weibchen sind mit 6,4 bis 8,9 cm etwas kleiner. Mit einer Länge von 33,8 bis 37 % der Standardlänge ist der Kopf recht groß. Die Rückenflosse der Tiere wird von 14 bis 17 Hartstrahlen und von 9 bis 10 Weichstrahlen gestützt. Die Anzahl der Hartstrahlen in der Afterflosse beträgt 3, die der Weichstrahlen 6 bis 8, die Bauchflossen haben einen Hartstrahl und 5 Weichstrahlen. Entlang der oben verlaufenden ersten Seitenlinie zählte man 17 bis 24 Schuppen, bei der unteren Seitenlinie sind es 9 bis 13. Iranocichla persa hat 14 Kiemenrechen. Weibchen haben einen längeren Kopf als die Männchen (33 bis 38 % der SL vs. 34 bis 37 % der SL), der Augenabstand ist größer (26 bis 39 % HL vs. 27 bis 33 % HL) und ihre Bauchflossen sind kürzer (16 bis 20 % SL vs. 17 bis 23 % SL).
Die Grundfärbung der Fische ist gelblich oder ein silbriges Grau. Je ein dunkelgrauer Sattel liegt zwischen den Augen und im Nacken zwischen den oberen Rändern der Kiemendeckel. Ein dunkelgrauer Streifen verläuft vom Hinterrand des Auges bis zur Schwanzflossenbasis, ein weiterer, oft nur undeutlich zu sehen, vom Nacken zur hinteren Rückenflossenbasis. Beide Streifen können zu einer Fleckenreihe reduziert sein. Auf den Körperseiten finden sich 6 bis 11 schwach ausgeprägte senkrechte Balken. Sie sind deutlicher oberhalb der Mittellinie zu sehen und verblassen darunter. Bei fortpflanzungsaktiven Männchen fehlen sie. Die Flossen sind durchsichtig oder grau. Die Schwanzflosse einiger Männchen ist durch 5 bis 6 senkrechte Streifen gemustert, bei anderen Männchen, Weibchen und Jungfischen ist die Schwanzflosse einfarbig.
Von Iranocichla hormuzensis, der Typusart der Gattung Iranocichla kann Iranocichla persa äußerlich nur durch die Brutfärbung der Männchen unterschieden werden. Kopfunterseite und Brust von Iranocichla persa sind dann orange, die Grundfarbe der Körperseiten ist grau mit einem orangen Schimmer. Jede Schuppe hat einen irisierenden, schillernden Fleck, die zusammen mehr Platz einnehmen als der Raum zwischen ihnen. Bei Iranocichla hormuzensis sind Kopfunterseite, Brust und Körperseiten während der Fortpflanzungszeit schwarz und die irisierenden Flecken auf den Schuppen nehmen weniger Platz ein als der Raum dazwischen. Die Schwanzflosse von Iranocichla persa ist mit kleinen weißen Flecken gemustert, die ein welliges Streifenmuster bilden können. Bei Iranocichla hormuzensis sind diese Flecken sehr klein oder sie fehlen. Iranocichla persa hat keinen Tilapiafleck oder er ist nur undeutlich sichtbar, in der Rückenflosse von Iranocichla hormuzensis ist dagegen ein auffälliger Tilapiafleck vorhanden. Außerdem lassen sich beide Arten anhand ihrer mitochondrialen DNA unterscheiden.